# 德朗邦
德朗邦（法語：Drambon，法語發音：[dʁɑ̃bɔ̃]）是法国科多尔省的一个市镇，位于该省东部，属于第戎区。

## 地理
德朗邦（47°20'13"N, 5°21'40"E）面积4.77 平方千米，位于法国勃艮第-弗朗什-孔泰大區科多尔省，该省份为法国中东部省份，北起奥布省，西接涅夫勒省和约讷省，南至索恩-卢瓦尔省，东南接汝拉省，东临上索恩省，东北部与上马恩省接壤。
与德朗邦接壤的市镇（或旧市镇、城区）包括：蒙芒松、索恩河畔蓬塔耶、圣莱热-特里耶、圣索沃尔、马朗德伊、索恩河畔马克西利。

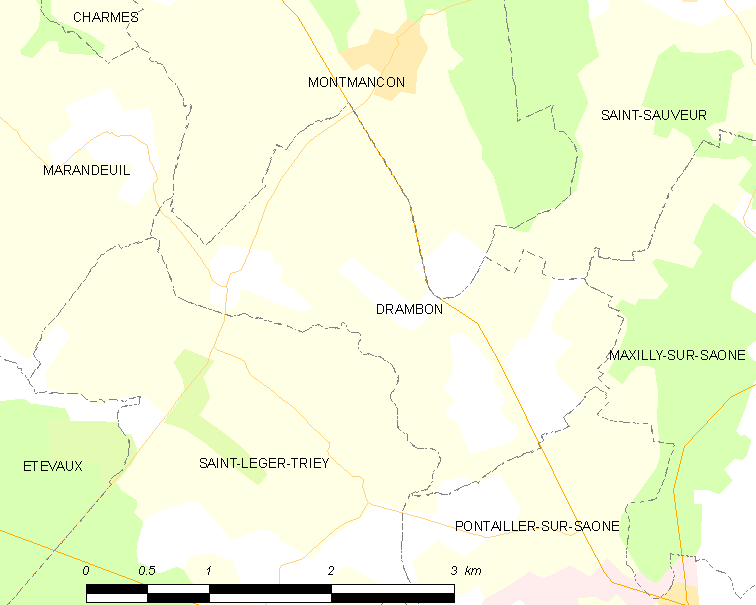
德朗邦的OSM定位图

德朗邦的时区为UTC+01:00、UTC+02:00（夏令时）。

## 行政
德朗邦的邮政编码为21270，INSEE市镇编码为21233。

## 政治
德朗邦所属的省级选区为欧克索讷县。

## 人口

1962-2008年间德朗邦人口变化图示

德朗邦于2022年1月1日时的人口数量为186人。